# قانون التعليم لجميع الأطفال ذوي الإعاقة
تم سن قانون تعليم جميع الأطفال المعوقين (ويُشار إليه أحيانًا بالاختصارات أو بالقانون العام 94-142) من قبل الكونغرس الأمريكي في عام 1975. وقد ألزم هذا القانون جميع المدارس العامة التي تتلقى تمويلاً فدراليًا بتوفير فرص متساوية للتعليم ووجبة مجانية واحدة يوميًا للأطفال ذوي الإعاقات الجسدية والعقلية. كما طُلب من المدارس العامة تقييم الأطفال ذوي الإعاقة ووضع خطة تعليمية بمشاركة الوالدين تحاكي قدر الإمكان تجربة التعليم الخاصة بالطلاب غير المعوقين. وكان هذا القانون بمثابة تعديل للجزء "باء" من "قانون تعليم المعوقين" الذي تم سنّه في عام 1966.
كما ألزم القانون المناطق التعليمية بوضع إجراءات إدارية تتيح لأولياء أمور الأطفال ذوي الإعاقة الاعتراض على القرارات المتخذة بشأن تعليم أبنائهم. وبعد استنفاد جميع الوسائل الإدارية، يُسمح للوالدين بطلب مراجعة قضائية لقرار الإدارة التعليمية. وقبل سن قانون تعليم جميع الأطفال المعوقين، كان بإمكان الوالدين اللجوء مباشرة إلى القضاء بموجب قانون إعادة التأهيل لعام 1973. وقد كان إنشاء نظام إلزامي لتسوية النزاعات من خلال قانون تعليم جميع الأطفال المعوقين محاولة للتخفيف من العبء المالي الناتج عن الدعاوى القضائية بموجب قانون إعادة التأهيل.
يتضمن القانون العام 94-142 أيضًا بندًا ينص على ضرورة وضع الطلاب ذوي الإعاقة في أقل البيئات تقييدًا، أي في بيئة تتيح لهم أقصى قدر ممكن من التفاعل مع الطلاب غير المعوقين. ولا يجوز اللجوء إلى التعليم المنفصل إلا عندما تكون طبيعة أو شدة الإعاقة تحول دون تحقيق الأهداف التعليمية في الصف الدراسي العادي. وأخيرًا، يحتوي القانون على بند للإجراءات القانونية الواجبة يضمن عقد جلسة استماع نزيهة لحل النزاعات بين أولياء أمور الأطفال ذوي الإعاقة والنظام المدرسي.
تم سنّ هذا القانون لتحقيق أربعة أهداف رئيسية:
1. ضمان توفر خدمات التعليم الخاص للأطفال الذين يحتاجون إليها.
2. التأكد من أن القرارات المتعلقة بخدمات الطلاب ذوي الإعاقة عادلة ومناسبة.
3. وضع متطلبات واضحة للإدارة والتدقيق في مجال التعليم الخاص.
4. توفير التمويل الفدرالي لمساعدة الولايات على تعليم الطلاب ذوي الإعاقة.

تم تعديل قانون تعليم جميع الأطفال المعوقين وإعادة تسميته في عام 1990 ليصبح قانون تعليم الأفراد ذوي الإعاقة، وذلك بهدف تحسين التعليم الخاص وتعزيز التعليم الشامل.

## العلاقة الوظيفية بين قانون تعليم جميع الأطفال المعوقين، وقانون إعادة التأهيل، وبند الحماية المتساوية
قررت المحكمة العليا في الولايات المتحدة أن قانون تعليم جميع الأطفال المعوقين يشكّل السبيل الحصري الذي يمكن للطلاب ذوي الإعاقة من خلاله المطالبة بحقهم في الحصول على تعليم عام متكافئ، وذلك في قضية "سميث ضد روبنسون" عام 1984. المدعي، تومي سميث، كان طفلًا يبلغ من العمر ثماني سنوات ويعاني من الشلل الدماغي. وكانت المنطقة التعليمية في مدينة كمبرلاند بولاية رود آيلاند قد وافقت في البداية على تمويل تعليمه من خلال تسجيله في برنامج للأطفال ذوي الاحتياجات الخاصة في مستشفى إيما بندلتون برادلي. إلا أن المنطقة التعليمية قررت لاحقًا نقله إلى دائرة الصحة النفسية والتخلف العقلي والمستشفيات في رود آيلاند، وهي مؤسسة تعاني من نقص شديد في الموظفين والتمويل، وكان هذا النقل سيؤدي فعليًا إلى إنهاء تعليمه العام.
قام والداه بالطعن في قرار المنطقة التعليمية عبر المسار الإداري الذي أنشأه قانون تعليم جميع الأطفال المعوقين. وبعد استنفاد هذا المسار، طلبت عائلة سميث مراجعة قضائية استنادًا إلى هذا القانون، والمادة 504 من قانون إعادة التأهيل، والمادة 1983 من القانون الفيدرالي.
قضت المحكمة العليا بأن المسار الإداري الذي أوجده قانون تعليم جميع الأطفال المعوقين هو السبيل الحصري للطلاب ذوي الإعاقة عند المطالبة بحقهم في الوصول المتكافئ إلى التعليم. وجاء في قرار المحكمة:
"السماح للمدعي بتجاوز الإجراءات الإدارية المنصوص عليها في هذا القانون يتعارض مع الإطار الدقيق الذي وضعه الكونغرس... وبناءً عليه، نخلص إلى أنه عندما يكون هذا القانون متاحًا لطفل معوق يطالب بحقه في التعليم العام المجاني والمناسب، سواء استنادًا إلى القانون نفسه أو إلى بند الحماية المتساوية في التعديل الرابع عشر، فإن هذا القانون هو السبيل الوحيد الذي يمكن للطفل ووالديه أو ولي أمره اتباعه لمتابعة مطالبتهم."
استندت المحكمة في قرارها إلى تحليل سياقي للنصوص القانونية ذات الصلة، وذكرت أن السماح باللجوء إلى المادة 504 أو المادة 1983 دون المرور بإجراءات القانون سيؤدي فعليًا إلى تقويضه، لأنه يلتف على شرط استنفاد الوسائل الإدارية قبل التوجه إلى القضاء.
وفي مواجهة هذا القرار، أقر الكونغرس الأمريكي تعديلًا على القانون ألغى قرار المحكمة العليا بشكل صريح في ناحيتين:
1. سمح التعديل للوالدين بالحصول على أتعاب المحاماة إذا كسبوا القضية ضد المدرسة.
2. سمح التعديل للوالدين برفع دعوى قضائية بموجب أي من القوانين الثلاثة: قانون تعليم جميع الأطفال المعوقين، أو المادة 504 من قانون إعادة التأهيل، أو المادة 1983 من القانون الفيدرالي، بشرط استنفاد جميع الوسائل الإدارية أولًا.

## محاولة إضعاف قانون تعليم جميع الأطفال المعوقين
في ثمانينيات القرن العشرين، حاولت إدارة الرئيس رونالد ريغان إضعاف قانون تعليم جميع الأطفال المعوقين، لكن باتريشا رايت وإيفان كيمب الابن من مركز حقوق الإعاقة قادا حملة جماهيرية وضغط سياسي ضد هذه المحاولة، وأسفرت هذه الحملة عن إرسال أكثر من أربعين ألف بطاقة ورسالة احتجاج.
وفي عام 1984، تخلّت الإدارة عن محاولاتها لإضعاف القانون، لكنها في المقابل أوقفت تقديم مخصصات الضمان الاجتماعي لمئات الآلاف من المستفيدين ذوي الإعاقة.

## روابط خارجية
- مقالة عن EAHCA
- نص قانون "التعليم لجميع الأطفال ذوي الإعاقة " لعام 1975